# Алиев, Мамед Рза Алекпер оглы
Мамед Рза Алекпер оглы Алиев (азерб. Məmmədrza Ələkbər oğlu Əliyev; 1 июля 1895, Битдили, Елизаветпольский уезд — ?) — советский азербайджанский хлопковод, Герой Социалистического Труда (1948).

## Биография
Родился 1 июля 1895 года в селе Битдили Елизаветпольского уезда Елизаветпольской губернии (ныне село Ениабад Шамкирского района Азербайджана).
В 1929—1970 годах колхозник, бригадир, заведующий фермой и председатель колхоза имени Рустама Алиева (бывший «Улдуз») Шамхорского района. С 1970 года на пенсии. В 1947 году получил урожай хлопка 85,1 центнеров с гектара на площади 10 гектаров.
В ознаменование 25-летия Советского Азербайджана и за трудовые достижения, в 1936 году награжден орденом Ленина.
Указом Президиума Верховного Совета СССР от 10 марта 1948 года за получение в 1947 году высоких урожаев хлопка Алиеву Мамед Рза Алекпер оглы присвоено звание Героя Социалистического Труда с вручением ордена Ленина и золотой медали «Серп и Молот».
Активно участвовал в общественной жизни Азербайджана. Член КПСС с 1931 года.